# Bruno Herrero Arias
Bruno Herrero (Jerez de la Frontera, 13 de febrer de 1983) és un exfutbolista professional andalús, que ocupà la posició de migcampista. Ha estat internacional amb la selecció espanyola sub-18.

## Carrera esportiva
Format al planter del Sevilla FC, només juga dos partits de primera divisió amb els sevillistes. Començada la temporada 06/07 marxa al Reial Múrcia. L'any següent és cedit durant uns mesos a la UD Salamanca. De nou a Múrcia, es consolida al conjunt pimentoner la temporada 08/09, en la qual disputa 35 partits i marca 10 gols.